# Paulo Guedes
Paulo Roberto Nunes Guedes est un économiste et homme politique brésilien né le 24 août 1949 à Rio de Janeiro, au Brésil. Il fait partie des « Chicago Boys » et est connu pour ses orientations très libérales. 
Après ses études d'économie à Chicago, il travaille au Chili, notamment auprès de proche du dictateur Augusto Pinochet.  Il a enseigné à la PUC-Rio et au FGV, et est l'un des fondateurs de Banco Pactual, de l'IBMEC (Instituto Brasileiro de Mercado de Capitais, créé comme Institut brésilien de recherche sur les marchés financiers), et sociétés d'investissement et d'un groupe de réflexion conservateur baptisé Institute Millenium. 
Le 2 janvier 2019, il est présenté comme le gourou économiste de Jair Bolsonaro qui l'a embauché comme conseiller technique sur l'économie lors de sa campagne présidentielle, avant qu'il devienne le nouvel « Homme fort » du nouveau gouvernement mis en place par Jair Bolsonaro.
Le président Bolsonaro lui a confié cinq portefeuilles essentiels de ministre (fonctions ministérielles de l'économie, des finances, de l'industrie et du travail chargées des politiques de l'emploi, du commerce et des services, et de la planification),.
Il est un défenseur des pesticides et il doute du changement climatique,

## Éléments de biographie

### Enfance
Né à Rio de Janeiro, sa mère travaillait dans un Institut de réassurance du Brésil et son père était vendeur de matériel scolaire. 

### Formation
Paulo Guedes s'est formé à l'université fédérale du Minas Gerais puis à la Fundação Getúlio Vargas et à l'université de Chicago (il eut notamment Milton Friedman comme professeur et fut influencé par l'école de Chicago). Lors de ses études ses centres d'intérêt semblent avoir été la macroéconomie, le commerce international et l'économétrie
En 1974, il est entré au département d'économie de l'université de Chicago, grâce à une bourse du CNPQ. N'ayant pas obtenu son diplôme de troisième cycle au Brésil, il a obtenu une nouvelle maîtrise (de la Graduate School of Economics, de la Fondation Getúlio Vargas ou FGV) avant de rejoindre le programme de doctorat, achevé en 1978, dans un établissement de référence de la pensée économique libérale,,,,,.

### Vie professionnelle
Dans les années 1980, en 1983 il co-fonde la banque d'investissement BTG Pactual. Il a donné des conférences à l'université pontificale catholique de Rio de Janeiro puis à l’université du Chili, au FGV et à l'Instituto de Matemática Pura e Aplicada (IMPA) de Rio de Janeiro. Il est directeur technique, membre et professeur de l'Institut brésilien des marchés de capitaux (IBMEC) qu'il a contribué à fonder dans les années 1980 (il y travaillera durant 16 ans),
Il est aussi fondateur d’un think tank économique, d'orientation libertarienne  l’institut Millenium.
Au Chili : Durant la dictature militaire chilienne, il a accepté une chaire d'enseignement à plein temps à l'Université du Chili, alors sous contrôle militaire. 

Selon le journaliste chilien Cristián Bofill, « lors de son retour de Chicago au Brésil avec son doctorat, Guedes s'est senti marginalisé. Les économistes alors dominants ne lui donnaient ni les fonctions académiques ni les fonctions de gouvernance qu'il jugeait mériter. Dans les années 1980, il vint alors au Chili, où il fut recruté par Selume [ancien directeur du budget du régime de Pinochet, qui dirigea ensuite la faculté d'économie et de gestion de l'université du Chili]. il soutient les projets de réforme que les économistes formés à Chicago (Chicago boys) promouvait dans le pays »
En 2018 il est retraité de l'enseignement. Avec Bolsonaro, Guedes voudrait transposer au Brésil les réformes entreprises au Chili par Pinochet : banque centrale indépendante, taux de change flottant, solde budgétaire et régime de capitalisation des fonds de pension.

## Paulo Guedes, le financier
Parallèlement à ses activités d'enseignant, Paulo Guedes a fait fortune dans la finance dans les années 1980. 
Il est l'un des quatre fondateurs de la Pactual Bank où il occupe les fonctions de directeur général et de Chef de la stratégie.
Il quitte ensuite cette banque, et (avec un autre ancien de Pactua : André Jakurski, gestionnaire des ressources de JGP) il devient l'une des personnes chargées de superviser la gestion du fonds de couverture JGP et la stratégie des opérations. Il est également PDG et devenu membre du conseil d'administration de Realty S.A Empreendimentos e Participações, d'Abril Educação S.A. et de Localiza Rent a Car S.A.. Il a aussi créé le groupe financier BR Investimentos, qui sera ensuite rebaptisé Bozano Investments (encore sous son contrôle).   
Il est aussi payé comme chroniqueur économique pour les questions de finances et de gestion de ressources, dans les journaux O Globo et Folha de S.Paulo et pour les périodiques Época et Exame. Et il publie aussi régulièrement des articles sur le site Internet du Millenium Institute,.
Dans sa chronique pour le  journal O Globo, Guedes a vivement critiqué la scène politique brésilienne du début du XXIe siècle, soulignant l'opération Lava Jato comme une référence dans la lutte contre la corruption, mais en 2018 il est lui-même suspecté puis mis en examen par la justice brésilienne pour fraude dans la gestion de ses fonds.

### Mandat et orientations politiques
Il est notamment connu pour avoir fondé l'Instituto Millenium, un think tank très conservateur, qui a été comparé à l'IPES / IBAD, entités créées au début des années 1960 et connues pour ses actions idéologiques visant à préparer le coup d'État militaire de 1964,,,.  Il défend également des positions pro-pesticides et climatosceptiques.
Commentant la politique économique du dictateur chilien Augusto Pinochet, il affirme « : Ça a été une transformation magnifique. (...) Thatcher et Reagan, eux, l'ont bien compris. »

## Accusations de fraude
Le 2 octobre 2018, le ministère public fédéral (MP) décide d'ouvrir une enquête préliminaire sur une éventuelle fraude dans la gestion de fonds d'investissement gérés par Guedes. 
Depuis 2009, ces fonds d'investissement ont reçu des contributions s'élevant à 1 milliard de Real brésilien (BRL) de la part de fonds de pension d'entreprises appartenant à l'État brésilien provenant notamment de fonds de Previ, Banco do Brasil, Petros, Petrobras, Funcef, Caixa et Postalis (de la Poste), qui font l’objet d’une enquête par des groupes de travail de la police fédérale, notamment dans le cadre de l’opération Greenfield, dont les activités sont axées sur les investissements dans le Fonds d’investissement dans les participations (FIP),,
Selon le député Bolsonaro (devenu depuis Président du Brésil au 1er janvier 2019), après avoir reçu des fonds venant de fonds de pension, le BR Educational Fund, géré par Guedes, avait investi les fonds de ses actionnaires dans une unique société, la HSM Educacional S/A, qui est également contrôlée par lui. Avec ces fonds HSM Educacional a acheté 100% du capital d’une autre société, également créée par Paulo Guedes, HSM do Brasil S/A. le goodwill (écart d'acquisition correspondant à l'excédent du coût d'acquisition) versé pour les actions HSM do Brasil était de 16,5 millions de Réals. Ensuite, HSM do Brasil S/A a commencé à subir des pertes récurrentes. 
Selon le ministère public brésilien, les fonds de pension de l'État ainsi mobilisés par les fonds d’investissements contrôlés par Paulo Guedes auraient ainsi perdu 200 millions de dollars.
Selon Guedes ces accusations sont infondées et n'avaient pas d'autre objectif que de semer la confusion chez les électeurs au moment des élections présidentielles de 2018. Il ne convainc pas les juges du Parquet qui ont donc ouvert en décembre 2018 une enquête (confiée à la police fédérale).
En octobre 2021, son nom est cité dans les Pandora Papers.

## Ministre de l'Économie
Dès novembre 2017,  Jair Bolsonaro, en tant que candidat à la présidentielle, annonce qu'il choisirait, s'il est élu, Guedes comme ministre des Finances de son gouvernement, une information qui a été à l'époque bien accueilli par une partie des médias, et par les investisseurs et banquiers du pays, en raison de ses positions libérales. À ce moment la Bourse avait réagi positivement (en augmentant) bien que l’annonce ait aussi été perçue par une partie des médias et des critiques de Bolsonaro comme un subterfuge utilisé par le candidat Bolsonaro afin de cacher ou contourner son image corporatiste, militariste et anti-libérale, .
L'économiste Guedes n'avait jamais été affilié à un parti et sa seule activité politique connue avait été a été de participer à la rédaction du plan de gouvernement de l'ancien ministre Guilherme Afif Domingos quand il avait été nommé président de la République aux élections de 1989,,,,,.
Bien que très actif et expérimenté dans les jeux du marché financier brésilien et mondialisé, Guedes n’avait jusqu'alors jamais non plus exercé dans la fonction publique, ce qui fait que des économistes et certains analystes financiers ont exprimé leur scepticisme lors de ses premières déclarations sur ses intentions en matière de politique économique, ce qui a aussi en 2018 gêné l'équipe de transition mise en place par l'administration Bolsonaro,. 
Dans le journal O Globo, le journaliste influent Míriam Leitão déclare par ailleurs que « Tout au long de sa vie publique, le député Jair Bolsonaro a voté contre toutes les propositions de privatisation, contre les violations du monopole d'Etat, contre la mise en place d'une sécurité sociale et même contre le "Plan royal". Il a au contraire voté en faveur des privilèges des parlementaires, et il est entré en politique en cherchant à augmenter le pouvoir des soldats et la police, rien qui ne rappelle - même de loin - la prédication libérale de Paulo Guedes tout au long de sa carrière d’économiste et d’entrepreneur, ».
Guedes propose lui de restructurer l'espace économique brésilien, en s'appuyant principalement sur deux entités : le ministère de l'Économie et la Banque centrale (formellement et politiquement indépendante). Il est généralement considéré comme un "ultra-libéral", ; dans le domaine économique, Guedes a toujours défendu la privatisation des entreprises d’État brésiliennes, une réforme fiscale et une réforme des retraites (pour laquelle il prévoit de modifier le système de répartition actuel ; le paiement des retraités est actuellement effectué par les travailleurs actifs, et il faudrait selon lui passer à un système généralisé de comptes individuels alimentés par chaque travailleur tout au long de sa vie professionnelle, en fonction de ses revenus, pour aussi maintenir les prestations de sécurité sociale).
Il a la confiance des milieux économiques. Le jour de l’investiture du gouvernement, la Bourse de Sao Paulo bat son record historique.
Il annonce en juillet 2019 un « ambitieux » programme de privatisation d’entreprises publiques, mentionnant dix-sept sociétés, des services postaux aux banques, en passant par la loterie et la Maison de la monnaie (chargée d’imprimer les billets), ou encore Electrobras (le plus important producteur d’électricité d’Amérique latine) et le port de Santos (le plus grand port d’Amérique latine). Il engage également la privatisation de certaines activités de la compagnie pétrolière Petrobras.
Il défend en février 2021 un projet de loi visant à diminuer les investissements dans l'éducation et la santé.

## Critiques
Des analystes de marché jugent cette proposition de réforme radicale des retraites suspecte, car basée sur une capitalisation pour laquelle Guedes n'a pas expliqué comment la transition pourrait être opérée. Un analyste et consultant en risques note dans le journal El País que "« Guedes dit qu'il paiera le coût des privatisations, mais le processus de privatisation étant long, ceci n'est pas clair ».
Actuellement l'État Brésilien tire d'importants fonds de grandes entreprises d'État qui exploitent notamment les ressources pétrolières, minières et amazoniennes, et il a encore d'importants besoins de financements de grande infrastructures et de la santé. Concernant le "vaste programme de privatisation" qui figure en bonne place dans le plan du gouvernement Bolsonaro, il ne précise ni le nombre ni les  catégories de sociétés (sur les 147 que le gouvernement a annoncé vouloir vendre au privé), ce qui suscite une méfiance de la part de nombreux acteurs. L'objectif annoncé serait d'utiliser toutes les ressources tirées des privatisations pour payer la dette publique du pays [12], mais sans expliquer comment le pays pourra ensuite continuer à investir pour répondre aux besoins d'une démographie qui a beaucoup augmenté. Une piste proposée par Guedes est fiscale : Guedes a évoqué un plan de réforme fiscale visant à simplifier et unifier les impôts fédéraux dont la gestion serait décentralisée et confiée aux communes (municipalisation des impôts). Guedes a ensuite dit qu'il voulait recréer une taxe inspirée du PCFM (taxe qui ne plait pas du tout au marché de la finance) : il s'agirait de remplacer plusieurs taxes (taxes sur les produits industriels, PIS, COFINS, IPI, IOF et autres, qui représentent ensemble 30 à 40% des revenus de l'État) par une taxe unique d'environ 0,5% appliquée aux transactions financières.
Paulo Guedes a aussi proposé de nombreuses exemptions d'impôts, y compris pour les tranches de revenu supérieures,,.
Il a également évoqué la possibilité de supprimer la contribution de l'employeur à la sécurité sociale (actuellement 20% de la masse salariale).
Il préconise également une réduction de l'impôt sur les sociétés (IRPJ et CSLL) et le taux actuel est de 34%: 25% IRPJ + 9% CSLL. 
L'idée de Guedes est de réduire ce taux de 34% à 15% mais en taxant les retraits de bénéfices de 15% pour encourager le réinvestissement des bénéfices.
Compte tenu du déficit budgétaire du pays, nombre d'analystes jugent irréalisable ce programme de réduction d’impôt ; P. Guedes ferait selon eux des déclarations en refusant de voir la réalité des chiffres. Bien qu'il ait fait fortune dans la finance, certains soupçonnent qu’en termes de politique économique, Guedes est « aussi néophyte que Bolsonaro ».